# FA Cup 1929/30

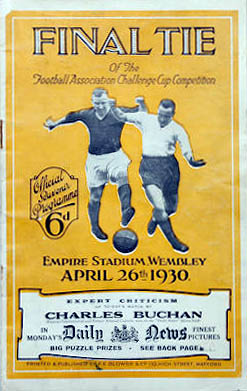
Das Spielprogramm des FA-Cup-Finals von 1930.

Der FA Cup 1929/30 war die 55. Austragung des The Football Association Challenge Cup (meist als FA Cup bekannt).
Der Pokalwettbewerb startete mit der Qualifikation zwischen dem 7. September 1929 und dem 25. November 1929. Die Hauptrunde begann anschließend ab dem 30. November 1929 und endete mit dem Finale in Wembley in London am 26. April 1930 vor einer Kulisse von offiziell 92.499 Zuschauern. Sieger des Wettbewerbs wurde zum ersten Mal der FC Arsenal. Unterlegener Finalist war Huddersfield Town.

## Wettbewerb

### Erste Hauptrunde
| Datum             |                         | Ergebnis |                               |
| ----------------- | ----------------------- | -------- | ----------------------------- |
| 30. November 1929 | Accrington Stanley      | 3:1      | AFC Rochdale                  |
| 30. November 1929 | AFC Bournemouth         | 2:0      | Torquay United                |
| 30. November 1929 | FC Aldershot            | 0:1      | Northampton Town              |
| 30. November 1929 | AFC Barrow              | 1:0      | Newark Town                   |
| 30. November 1929 | FC Barry                | 0:0      | Dagenham Town                 |
| 30. November 1929 | Brighton & Hove Albion  | 4:0      | Peterborough & Fletton United |
| 30. November 1929 | Caernarvon Athletic     | 4:2      | FC Darlington                 |
| 30. November 1929 | Carlisle United         | 2:0      | Halifax Town                  |
| 30. November 1929 | Clapton Orient          | 0:0      | FC Folkestone                 |
| 30. November 1929 | Doncaster Rovers        | 0:0      | AFC Shildon                   |
| 30. November 1929 | Dulwich Hamlet          | 0:3      | Plymouth Argyle               |
| 30. November 1929 | FC Fulham               | 4:0      | FC Thames                     |
| 30. November 1929 | Gainsborough Trinity    | 0:0      | Port Vale                     |
| 30. November 1929 | FC Gillingham           | 0:2      | FC Margate                    |
| 30. November 1929 | FC Ilford               | 0:3      | FC Watford                    |
| 30. November 1929 | FC Leyton               | 4:1      | Merthyr Town                  |
| 30. November 1929 | Lincoln City            | 3:1      | Wigan Borough                 |
| 30. November 1929 | Luton Town              | 2:3      | Queens Park Rangers           |
| 30. November 1929 | Mansfield Town          | 0:2      | Manchester Central            |
| 30. November 1929 | FC Nelson               | 0:3      | Crewe Alexandra               |
| 30. November 1929 | AFC New Brighton        | 4:1      | Lancaster Town                |
| 30. November 1929 | AFC Newport County      | 3:2      | Kettering Town                |
| 30. November 1929 | Norwich City            | 3:3      | Coventry City                 |
| 30. November 1929 | FC Nunhead              | 0:2      | Bristol Rovers                |
| 30. November 1929 | Rotherham United        | 3:0      | AFC Ashington                 |
| 30. November 1929 | Scunthorpe United       | 1:0      | Hartlepools United            |
| 30. November 1929 | FC South Shields        | 2:4      | AFC Wrexham                   |
| 30. November 1929 | Southend United         | 1:0      | FC Brentford                  |
| 30. November 1929 | FC Southport            | 0:0      | FC Chesterfield               |
| 30. November 1929 | Tunbridge Wells Rangers | 1:3      | Bath City                     |
| 30. November 1929 | FC Walsall              | 1:0      | Exeter City                   |
| 30. November 1929 | AFC Wellington          | 1:4      | Stockport County              |
| 30. November 1929 | FC Wimbledon            | 1:4      | Northfleet United             |
| 30. November 1929 | York City               | 2:2      | Tranmere Rovers               |

#### Wiederholungsspiele
| Datum            |                  | Ergebnis |                      |
| ---------------- | ---------------- | -------- | -------------------- |
| 4. Dezember 1929 | FC Chesterfield  | 3:2      | FC Southport         |
| 4. Dezember 1929 | Dagenham Town    | 0:1      | FC Barry             |
| 4. Dezember 1929 | FC Folkestone    | 2:2      | Clapton Orient       |
| 4. Dezember 1929 | Port Vale        | 5:0      | Gainsborough Trinity |
| 4. Dezember 1929 | AFC Shildon      | 1:1      | Doncaster Rovers     |
| 5. Dezember 1929 | Coventry City    | 2:0      | Norwich City         |
| 5. Dezember 1929 | Tranmere Rovers  | 0:1      | York City            |
| 9. Dezember 1929 | Clapton Orient   | 4:1      | FC Folkestone        |
| 9. Dezember 1929 | Doncaster Rovers | 3:0      | AFC Shildon          |

### Zweite Hauptrunde
| Datum             |                        | Ergebnis |                    |
| ----------------- | ---------------------- | -------- | ------------------ |
| 14. Dezember 1929 | Brighton & Hove Albion | 4:1      | FC Barry           |
| 14. Dezember 1929 | Bristol Rovers         | 4:1      | Accrington Stanley |
| 14. Dezember 1929 | Caernarvon Athletic    | 1:1      | AFC Bournemouth    |
| 14. Dezember 1929 | Carlisle United        | 4:2      | Crewe Alexandra    |
| 14. Dezember 1929 | FC Chesterfield        | 2:0      | Port Vale          |
| 14. Dezember 1929 | Clapton Orient         | 2:0      | Northfleet United  |
| 14. Dezember 1929 | Coventry City          | 7:1      | Bath City          |
| 14. Dezember 1929 | Doncaster Rovers       | 1:0      | AFC New Brighton   |
| 14. Dezember 1929 | FC Leyton              | 1:4      | FC Fulham          |
| 14. Dezember 1929 | Manchester Central     | 0:1      | AFC Wrexham        |
| 14. Dezember 1929 | AFC Newport County     | 2:3      | FC Walsall         |
| 14. Dezember 1929 | Northampton Town       | 6:0      | FC Margate         |
| 14. Dezember 1929 | Queens Park Rangers    | 2:1      | Lincoln City       |
| 14. Dezember 1929 | Scunthorpe United      | 3:3      | Rotherham United   |
| 14. Dezember 1929 | Southend United        | 1:4      | York City          |
| 14. Dezember 1929 | Stockport County       | 4:0      | AFC Barrow         |
| 14. Dezember 1929 | FC Watford             | 1:1      | Plymouth Argyle    |

#### Wiederholungsspiele
| Datum             |                  | Ergebnis |                     |
| ----------------- | ---------------- | -------- | ------------------- |
| 18. Dezember 1929 | AFC Bournemouth  | 5:2      | Caernarvon Athletic |
| 18. Dezember 1929 | Plymouth Argyle  | 3:0      | FC Watford          |
| 19. Dezember 1929 | Rotherham United | 5:4      | Scunthorpe United   |

### Dritte Hauptrunde
Folgende Klubs traten erst zur dritten Hauptrunde in den Wettbewerb ein:
- Erstligisten der Football League (22): FC Arsenal, Aston Villa, Birmingham City, Blackburn Rovers, Bolton Wanderers, FC Burnley, Derby County, FC Everton, Grimsby Town, Huddersfield Town, Leeds United, Leicester City, FC Liverpool, Manchester City, Manchester United, FC Middlesbrough, Newcastle United, FC Portsmouth, Sheffield United, AFC Sunderland, Sheffield Wednesday & West Ham United.
- Zweitligisten der Football League (22): FC Barnsley, FC Blackpool, Bradford City, Bradford Park Avenue, Bristol City, FC Bury, Cardiff City, Charlton Athletic, FC Chelsea, Hull City, FC Millwall, Nottingham Forest, Notts County, Oldham Athletic, Preston North End, FC Reading, FC Southampton, Stoke City, Swansea Town, Tottenham Hotspur, West Bromwich Albion & Wolverhampton Wanderers.
- Drittligisten der Football League (2): Crystal Palace & Swindon Town.
- Non-League-Vereine (1): Corinthian FC

| Datum           |                        | Ergebnis |                         |
| --------------- | ---------------------- | -------- | ----------------------- |
| 11. Januar 1930 | FC Arsenal             | 2:0      | FC Chelsea              |
| 11. Januar 1930 | Aston Villa            | 5:1      | FC Reading              |
| 11. Januar 1930 | FC Barnsley            | 0:1      | Bradford Park Avenue    |
| 11. Januar 1930 | Birmingham City        | 1:0      | Bolton Wanderers        |
| 11. Januar 1930 | Blackburn Rovers       | 4:1      | Northampton Town        |
| 11. Januar 1930 | FC Blackpool           | 2:1      | Stockport County        |
| 11. Januar 1930 | Bradford City          | 4:1      | FC Southampton          |
| 11. Januar 1930 | Brighton & Hove Albion | 1:1      | Grimsby Town            |
| 11. Januar 1930 | FC Bury                | 0:0      | Huddersfield Town       |
| 11. Januar 1930 | Carlisle United        | 2:4      | FC Everton              |
| 11. Januar 1930 | Charlton Athletic      | 1:1      | Queens Park Rangers     |
| 11. Januar 1930 | FC Chesterfield        | 1:1      | FC Middlesbrough        |
| 11. Januar 1930 | Clapton Orient         | 1:0      | Bristol Rovers          |
| 11. Januar 1930 | Corinthian FC          | 2:2      | FC Millwall             |
| 11. Januar 1930 | Coventry City          | 1:2      | AFC Sunderland          |
| 11. Januar 1930 | Derby County           | 5:1      | Bristol City            |
| 11. Januar 1930 | FC Fulham              | 1:1      | AFC Bournemouth         |
| 11. Januar 1930 | Leeds United           | 8:1      | Crystal Palace          |
| 11. Januar 1930 | FC Liverpool           | 1:2      | Cardiff City            |
| 11. Januar 1930 | Manchester United      | 0:2      | Swindon Town            |
| 11. Januar 1930 | Newcastle United       | 1:1      | York City               |
| 11. Januar 1930 | Oldham Athletic        | 1:0      | Wolverhampton Wanderers |
| 11. Januar 1930 | Plymouth Argyle        | 3:4      | Hull City               |
| 11. Januar 1930 | FC Portsmouth          | 2:0      | Preston North End       |
| 11. Januar 1930 | Rotherham United       | 0:5      | Nottingham Forest       |
| 11. Januar 1930 | Sheffield United       | 2:1      | Leicester City          |
| 11. Januar 1930 | Sheffield Wednesday    | 1:0      | FC Burnley              |
| 11. Januar 1930 | Tottenham Hotspur      | 2:2      | Manchester City         |
| 11. Januar 1930 | FC Walsall             | 2:0      | Swansea Town            |
| 11. Januar 1930 | West Ham United        | 4:0      | Notts County            |
| 11. Januar 1930 | AFC Wrexham            | 1:0      | West Bromwich Albion    |
| 16. Januar 1930 | Doncaster Rovers       | 1:0      | Stoke City              |

#### Wiederholungsspiele
| Datum           |                     | Ergebnis |                        |
| --------------- | ------------------- | -------- | ---------------------- |
| 14. Januar 1930 | Grimsby Town        | 0:1      | Brighton & Hove Albion |
| 15. Januar 1930 | AFC Bournemouth     | 0:2      | FC Fulham              |
| 15. Januar 1930 | Huddersfield Town   | 3:1      | FC Bury                |
| 15. Januar 1930 | Manchester City     | 4:1      | Tottenham Hotspur      |
| 15. Januar 1930 | FC Middlesbrough    | 4:3      | FC Chesterfield        |
| 15. Januar 1930 | FC Millwall         | 1:1      | Corinthian FC          |
| 15. Januar 1930 | York City           | 1:2      | Newcastle United       |
| 16. Januar 1930 | Queens Park Rangers | 0:3      | Charlton Athletic      |
| 20. Januar 1930 | FC Millwall         | 5:1      | Corinthian FC          |

### Vierte Hauptrunde
| Datum           |                   | Ergebnis |                        |
| --------------- | ----------------- | -------- | ---------------------- |
| 25. Januar 1930 | FC Arsenal        | 2:2      | Birmingham City        |
| 25. Januar 1930 | Aston Villa       | 3:1      | FC Walsall             |
| 25. Januar 1930 | Blackburn Rovers  | 4:1      | FC Everton             |
| 25. Januar 1930 | Derby County      | 1:1      | Bradford Park Avenue   |
| 25. Januar 1930 | Huddersfield Town | 2:1      | Sheffield United       |
| 25. Januar 1930 | Hull City         | 3:1      | FC Blackpool           |
| 25. Januar 1930 | FC Middlesbrough  | 1:1      | Charlton Athletic      |
| 25. Januar 1930 | FC Millwall       | 4:0      | Doncaster Rovers       |
| 25. Januar 1930 | Newcastle United  | 3:1      | Clapton Orient         |
| 25. Januar 1930 | Nottingham Forest | 2:1      | FC Fulham              |
| 25. Januar 1930 | Oldham Athletic   | 3:4      | Sheffield Wednesday    |
| 25. Januar 1930 | FC Portsmouth     | 0:1      | Brighton & Hove Albion |
| 25. Januar 1930 | AFC Sunderland    | 2:1      | Cardiff City           |
| 25. Januar 1930 | Swindon Town      | 1:1      | Manchester City        |
| 25. Januar 1930 | West Ham United   | 4:1      | Leeds United           |
| 25. Januar 1930 | AFC Wrexham       | 0:0      | Bradford City          |

#### Wiederholungsspiele
| Datum           |                      | Ergebnis |                   |
| --------------- | -------------------- | -------- | ----------------- |
| 27. Januar 1930 | Bradford City        | 2:1      | AFC Wrexham       |
| 29. Januar 1930 | Birmingham City      | 0:1      | FC Arsenal        |
| 29. Januar 1930 | Bradford Park Avenue | 2:1      | Derby County      |
| 29. Januar 1930 | Charlton Athletic    | 1:1      | FC Middlesbrough  |
| 29. Januar 1930 | Manchester City      | 10:1     | Swindon Town      |
| 3. Februar 1930 | FC Middlesbrough     | 1:0      | Charlton Athletic |

### Fünfte Hauptrunde
| Datum            |                     | Ergebnis |                        |
| ---------------- | ------------------- | -------- | ---------------------- |
| 15. Februar 1930 | Aston Villa         | 4:1      | Blackburn Rovers       |
| 15. Februar 1930 | Huddersfield Town   | 2:1      | Bradford City          |
| 15. Februar 1930 | Manchester City     | 1:2      | Hull City              |
| 15. Februar 1930 | FC Middlesbrough    | 0:2      | FC Arsenal             |
| 15. Februar 1930 | Newcastle United    | 3:0      | Brighton & Hove Albion |
| 15. Februar 1930 | Sheffield Wednesday | 5:1      | Bradford Park Avenue   |
| 15. Februar 1930 | AFC Sunderland      | 2:2      | Nottingham Forest      |
| 15. Februar 1930 | West Ham United     | 4:1      | FC Millwall            |

#### Wiederholungsspiel
| Datum            |                   | Ergebnis |                |
| ---------------- | ----------------- | -------- | -------------- |
| 19. Februar 1930 | Nottingham Forest | 3:1      | AFC Sunderland |

### Sechste Hauptrunde
| Datum        |                   | Ergebnis |                     |
| ------------ | ----------------- | -------- | ------------------- |
| 1. März 1930 | Aston Villa       | 1:2      | Huddersfield Town   |
| 1. März 1930 | Newcastle United  | 1:1      | Hull City           |
| 1. März 1930 | Nottingham Forest | 2:2      | Sheffield Wednesday |
| 1. März 1930 | West Ham United   | 0:3      | FC Arsenal          |

#### Wiederholungsspiele
| Datum        |                     | Ergebnis |                   |
| ------------ | ------------------- | -------- | ----------------- |
| 5. März 1930 | Sheffield Wednesday | 3:1      | Nottingham Forest |
| 6. März 1930 | Hull City           | 1:0      | Newcastle United  |

### Halbfinale
Die ersten beiden Spiele wurden am 22. März 1930 und das Wiederholungsspiel am 26. März 1930 ausgetragen.
|                   | Ergebnis |                     | Ort        |
| ----------------- | -------- | ------------------- | ---------- |
| FC Arsenal        | 2:2      | Hull City           | Leeds      |
| Huddersfield Town | 2:1      | Sheffield Wednesday | Manchester |

#### Wiederholungsspiel
|            | Ergebnis |           | Ort        |
| ---------- | -------- | --------- | ---------- |
| FC Arsenal | 1:0      | Hull City | Birmingham |

### Finale
| FC Arsenal                                  | FC Arsenal | Huddersfield Town | Huddersfield Town |
| ------------------------------------------- | --- | --- | ----------------- |
| FC Arsenal                                  | \| Finale \| \| Samstag, 26. April 1930 in London (Wembley) \| \| Ergebnis: 2:0 (1:0) \| \| Zuschauer: 92.499 \| \| Schiedsrichter: T. Crew \| \| Spielbericht \|          | \| Finale \| \| Samstag, 26. April 1930 in London (Wembley) \| \| Ergebnis: 2:0 (1:0) \| \| Zuschauer: 92.499 \| \| Schiedsrichter: T. Crew \| \| Spielbericht \|              | Huddersfield Town |
| FC Arsenal                                  | Charlie Preedy – Tom Parker, Eddie Hapgood – Alf Baker, Bill Seddon, Bob John – Joe Hulme, David Jack, Jack Lambert, Alex James, Cliff Bastin Cheftrainer: Herbert Chapman | Hugh Turner – Roy Goodall, Bon Spence – Jimmy Naylor, Tom Wilson, Austen Campbell – Alex Jackson, Bob Kelly, Harry Davies, Harry Raw, Billy Smith Cheftrainer: Clem Stephenson | Huddersfield Town |
| FC Arsenal                                  | 1:0 Alex James (16.) 2:0 Jack Lambert (88.) | | Huddersfield Town |
| Finale                                      | | |                   |
| Samstag, 26. April 1930 in London (Wembley) | | |                   |
| Ergebnis: 2:0 (1:0)                         | | |                   |
| Zuschauer: 92.499                           | | |                   |
| Schiedsrichter: T. Crew                     | | |                   |
| Spielbericht                                | | |                   |